# Gerardo di Chiaravalle
Gerardo (XII secolo – Clairvaux, 1138) è stato un religioso francese, monaco, fratello di san Bernardo di Chiaravalle, che gli affidò la cura del monastero, l'amministrazione e l'organizzazione della comunità. Era figlio di Tescelino il Sauro e della consorte Aletta di Montbard.
Prima di divenire monaco, fu un cavaliere: dopo essere stato ferito, prese la decisione di diventare benedettino cistercense di Clairvaux. Morì quando non aveva ancora cinquant'anni e il fratello Bernardo tenne un'orazione di elogio. Disse di lui: «Non fu grande soltanto nelle grandi circostanze, ma fu nelle piccole che egli si rivelò grande». 
Non dev'essere confuso con il beato Gerardo di Chiaravalle, abate, che morì nel 1177 ed è ricordato dal Martirologio Romano il 16 ottobre.

## Culto
Gerardo di Chiaravalle è commemorato come beato.
Il suo elogio si legge nel Martirologio romano al 13 giugno: